# Chloromachia rufimargo
Chloromachia rufimargo là một loài bướm đêm trong họ Geometridae.